# Marc Monnier

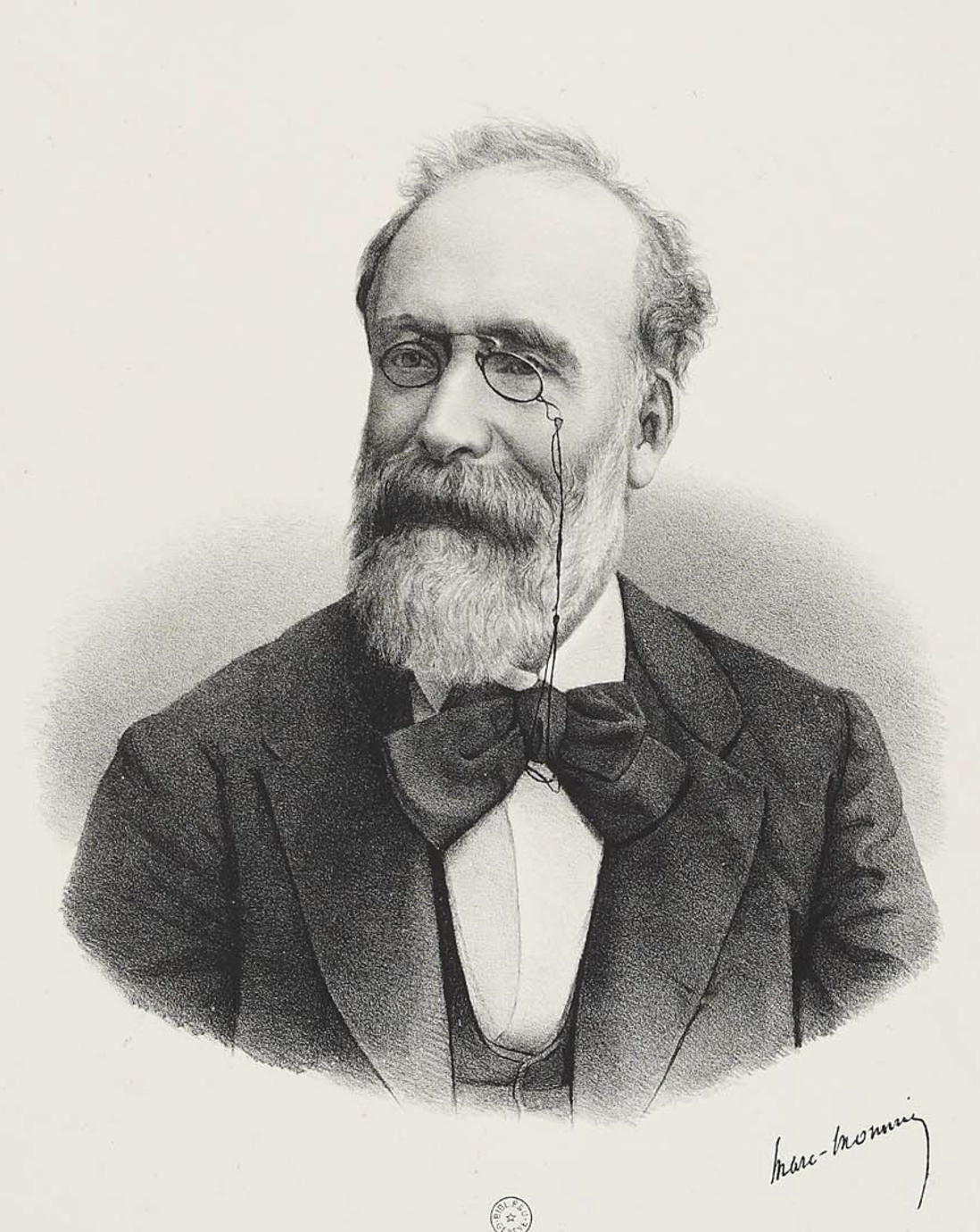
Marc Monnier

Marc Monnier (* 7. Dezember 1827 in Florenz; † 18. April 1885 in Genf) war ein Schweizer Schriftsteller französischer Herkunft.

## Familie und Werdegang
Monnier war der Sohn von Jacques-Louis Monnier, einem Franzosen ursprünglich aus der Ardèche, und dessen Ehefrau Priscille Lacour, einer Schweizerin aus Genf. Die ersten Jahre seiner Kindheit erlebte Monnier in Florenz und zog 1832 mit seinen Eltern nach Neapel.
In Neapel führte er das Hotel de Genève. Er beschrieb journalistisch die Einigung Italiens und befasste sich, informiert u.a durch Sigismondo Castromediano, mit der damals erstarkenden Camorra. Über diese verfasste er das 1862 erschienene Buch "La Camorra", das gemäss John Dickie nach wie vor zum Verständnis der Geschichte und Funktionsweise der  neapolitanischen Variante der Mafia als unübertroffen gilt. 1864 wurde er deshalb Ehrenbürger von Neapel.
Anschliessend studierte Monnier an der Sorbonne in Paris sowie an den Universitäten von Genf, Heidelberg und Berlin. 1864 wurde er als Professor für vergleichende Literaturgeschichte an der Universität Genf ernannt, eine Position, die er bis zu seinem Tode innehatte. Von 1878 bis 1880 war er Rektor der Universität. Monnier war mit Jacques Alfred van Muyden befreundet.
Monnier war verheiratet mit Hélène Dufour aus Cartigny (nahe Genf), die unter dem Pseudonym Jean des Roches nach dem Tod ihres Mannes eigene Erzählungen veröffentlichte. Aus der Ehe ging der Schriftsteller Philippe Monnier hervor.

## Rezeption
Monnier verfasste eine größere Anzahl kleiner, meist satirischer Stücke; eine Auswahl erschien 1871 unter dem Titel Théâtre de marionettes. Eine von der offiziellen Literaturkritik als „äußerst bemerkenswert“ erachtete Sammlung von Erzählungen folgte 1879.
Daneben hatten auch seine Sachbücher, wie Genève et ses poètes oder La renaissance. De Dante à Luther großes Lob erzielt. Letzteres wurde sogar von der Académie française ausgezeichnet. Heute zählt man Marc Monnier zum weiteren Umfeld der Parnassiens.

## Werke (Auswahl)
Belletristik
- Théâtre de marionettes. Genève 1871
- Poésies. Genève 1872
- Nouvelles napolitaines. Paris 1879

dt. Neapolitanische Novellen. Leipzig 1899 (Übersetzung: Siegfried Lederer)
Neapolitanische Novellen. Reinbek bei Hamburg 1946 (Übersetzung: Doris Pake)
- Le charmeur. Paris 1882

dt. Die Kuckucksuhr. Bern 1940 (Übersetzung: Paul Haag)
Sachbücher
- Garibaldi. Histoire de la conquête des Deux-Sicilies, notes prises sur place au jour le jour. Paris 1861
- La Camorra. Notizie storiche raccolte e documentate. Firenze 1862
- L'Italia. All'opera dal 1860 al 1869. Milano 1869
- Genève et ses poètes du XVIe siècle a nos jours. Paris 1874
- Les contes populaires. Paris 1880
- Histoire générale de la littérature moderne.

Tome 1: La renaissance. De Dante à Luther. Paris 1884
dt. Litteraturgeschichte der Renaissance von Dante bis Luther. Nördlingen 1888
Tome 2: La reforme. De Luther a Shakespeare. Paris 1883
Übersetzungen
- Johann Wolfgang von Goethe: Faust
- Johann Wolfgang von Goethe: Faust II